# Malédiction du pharaon
Pour les articles homonymes, voir La Malédiction du pharaon.

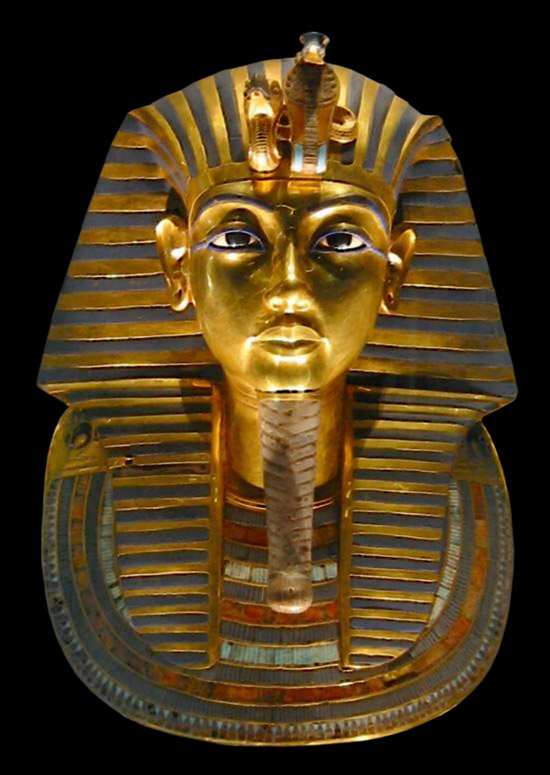
Masque funéraire de Toutânkhamon.

La malédiction du pharaon, appelée aussi la malédiction des momies, est un mythe développé au XIXe siècle et qui offre à l'égyptomanie de nouveaux champs d'action. Thème fantastique développé par la littérature, il est repris par le cinéma au XXe siècle.
Ce mythe est consacré par la Vengeance de Ramsès et surtout par la   malédiction de Toutânkhamon, légende contemporaine ayant pris naissance au début du XXe siècle. On ne sait pas exactement qui en est l'initiateur, mais les médias et les journaux de l'époque l'ont relayée. Elle prétend que certains membres de l'équipe d'archéologues ayant exhumé la momie du pharaon Toutânkhamon seraient morts de cause surnaturelle à la suite d'une malédiction du souverain défunt. En effet, plusieurs membres de l'équipe sont décédés quelques années après la découverte de la momie et notamment, Lord Carnarvon, le commanditaire des fouilles.

## La malédiction de Toutânkhamon

### Déroulement

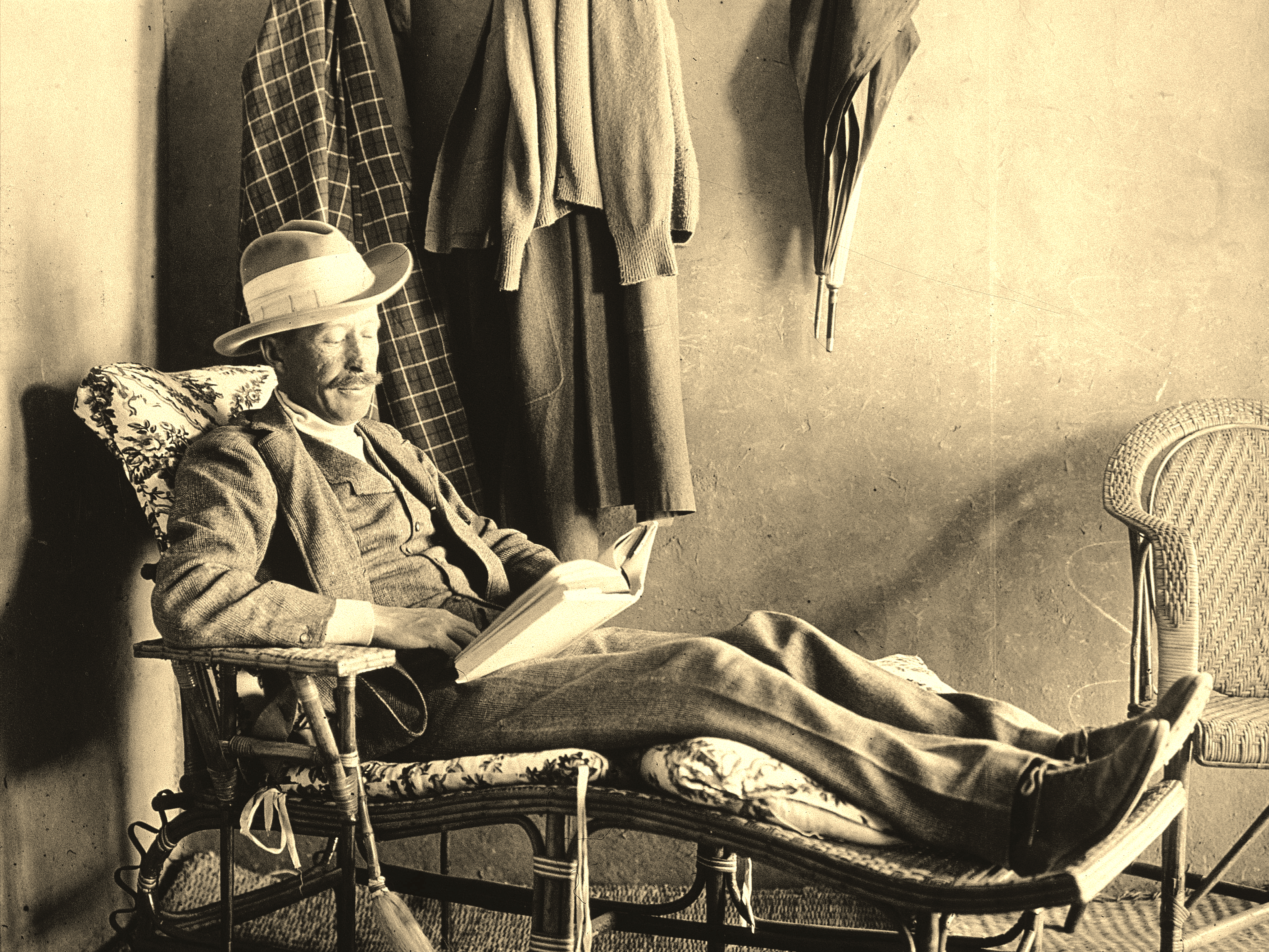
Portrait de Lord Carnarvon.

Au milieu de mars 1923, Carnarvon est pris de fièvres, frissons, sueurs : les médecins accusent une piqûre de moustique au visage, qui, écorchée en se rasant, se serait infectée et, accompagnée par une pneumonie, aurait provoqué une septicémie mortelle.
La presse voit en Lord Carnarvon la première victime d’une malédiction. Les journalistes arrivent, en douze ans, à une liste d'une quinzaine à une trentaine (selon les sources) de personnes proches de l'expédition, mortes de causes suspectes pouvant être mises en rapport avec la découverte du tombeau. Arthur Conan Doyle, adepte du spiritisme, est l'un des premiers à propager cette « malédiction du pharaon » provoquée selon lui par les sorts magiques jetés par les prêtres pour protéger la sépulture, tandis qu'Agatha Christie s'en inspire dès 1923 pour écrire L'Aventure du tombeau égyptien. Benito Mussolini, qui était alors le Ministre italien des affaires Étrangères par intérim, fait déménager de son ministère une momie offerte par un de ses confrères afin d'éviter d'être frappé par une malédiction.
De nombreuses théories farfelues tentent d'expliquer la malédiction : gaz mortels dégagés par les bandelettes de la momie imprégnées par les embaumeurs d'huile d'amande douce s'étant transformée en acide cyanhydrique, bougie de cire enduite d'arsenic, capsules à base de blé parasitées par le champignon Claviceps purpurea responsable de la maladie de l'ergot du seigle, concentration de radioactivité, etc..
Parmi les victimes, on dénombre un taux élevé de pneumonies asphyxiantes. Le docteur Geoffrey Dean, de l'hôpital de Port Elizabeth en Afrique du Sud, croit que les morts sont les victimes d'un virus présent dans ce tombeau resté fermé plus de 3 000 ans. Mais cette hypothèse a fait son temps, puisque les virus pathogènes pour l'homme ne peuvent survivre que dans des milieux vivants et non dans les chairs mortes. La docteure Caroline Stenger-Philipp a fourni une explication plausible à cette série de morts mystérieuses en 1985 à la suite de la restauration de la momie de Ramsès II : l'analyse de la momie révèle en effet la présence d'éléments de propagation de nombreux champignons. Or d’après les descriptions de Carter, la tombe de Toutânkhamon était suffisamment humide pour abriter de tels champignons. Il décrit même « des cultures de champignons » apparaissant sur les murs de la chambre funéraire, « où elles étaient si nombreuses qu'elles causaient un grand défigurement », ajoutant qu’« il règne dans ces sépultures un air suffocant. Infestée des exhalaisons des cadavres, une poussière fine s'élève sous les pas et irrite les poumons ».

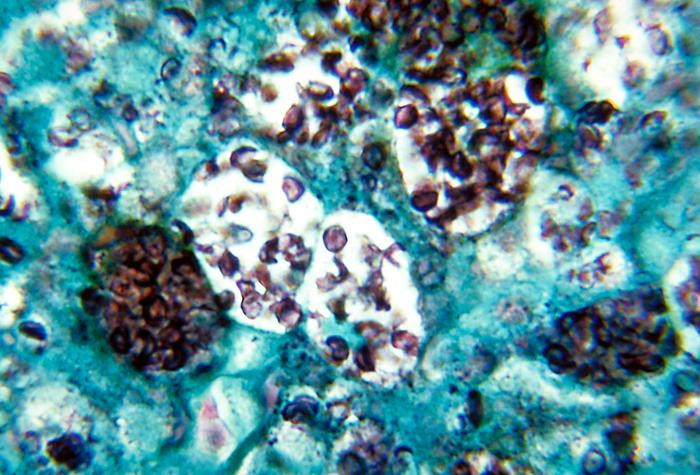
Tissus infectés par Histoplasma capsulatum.

D’après les indices en la possession de Caroline Stenger-Philipp, les véritables coupables seraient des substances organiques (fruits ou légumes) présentes dans la tombe ; au cours des siècles, ces produits, censés servir de nourriture au pharaon « pendant son voyage vers l’éternité », se sont décomposés et ont formé de la moisissure qui s'est décomposée en particules de poussière organique fortement allergènes.
La maladie des archéologues est « une pneumonie à précipitines, un conflit immuno-allergique dû à l'inhalation de particules d'origine animale ou végétale dotées de propriétés antigéniques » correspondant à une alvéolite allergique extrinsèque. L'histoplasmose, maladie provoquée par un champignon nommé Histoplasma capsulatum et qui se caractérise par une pneumonie aiguë, est évoquée mais l'Histoplasma capsulatum n'a pu se développer dans le tombeau hermétique. L'analyse fongique de la momie de Ramsès II révèle en fait la présence de nombreux champignons (basidiomycètes, ascomycètes de type Aspergillus) et des bactéries (Pseudomonas ou Staphylococcus) dangereux pour la santé de l'homme (spores ou composants allergiques) : Aspergillus niger ou Aspergillus flavus, moisissures fréquemment retrouvées sur des momies, semblent être les candidats les plus sérieux à l'origine de la « malédiction du pharaon ».
Toutefois, pendant les semaines qui suivent la découverte du tombeau, une foule de curieux s'y précipitent dont de nombreux archéologues, égyptologues, photographes, dessinateurs, ouvriers, notables locaux et même la reine de Belgique, or rien de fâcheux ne leur arrive. Une chose est sûre, Howard Carter (le découvreur du tombeau) et lady Evelyn Herbert (la fille de Lord Carnarvon), qui ont tous deux passé beaucoup de temps dans le tombeau, ne meurent que des années plus tard (respectivement 17 et 58 ans après leur visite du tombeau).

### Chronologie

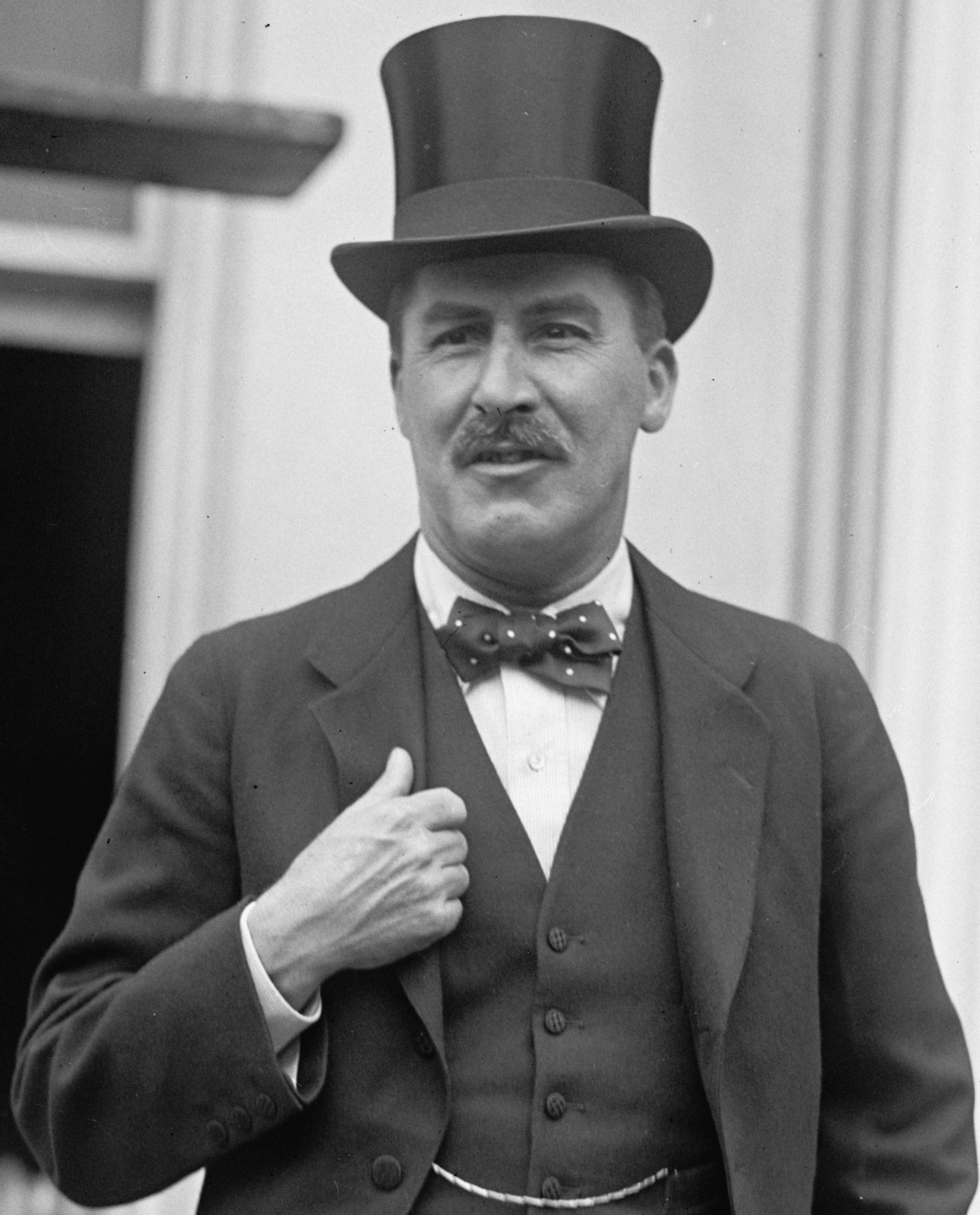
Howard Carter en 1924.

#### Découvertes
- 4 novembre 1922 : découverte du tombeau inviolé de Toutânkhamon ;
- 26 novembre 1922 : Howard Carter pénètre dans le tombeau en présence de Lord Carnarvon ;
- 18 décembre 1922 : arrivée de Breasted, Burton, Hauser et Hall qui commencent à travailler ;
- 17 février 1923 : dix-sept personnes assistent à l'ouverture du tombeau ;

#### Décès
- 5 avril 1923 : décès de Lord Carnarvon, quatre mois et sept jours après l'ouverture de la tombe, à l'âge de 56 ans, à la suite d'une piqûre de moustique[9] ;
- mai 1923 : décès du professeur La Fleur, archéologue canadien, ami intime de Carter ;
- 16 mai 1923 : décès du financier George Jay Gould I d’une pneumonie à la suite d'une fièvre contractée après la visite de la tombe ;
- 26 septembre 1923 : décès du jeune demi-frère de Lord Carnarvon, le colonel Aubrey Herbert, six mois après la mort de son frère ;
- 1924 : le professeur Hugh Evelyn-White, collaborateur de Carter, qui fut un des premiers à pénétrer dans la chambre mortuaire, souffrant de dépression nerveuse, se pend ;
- 1924 : décès d'Archibald Douglas Reed, le radiologiste employé du gouvernement égyptien, qui reçut l'ordre de radiographier la momie de Toutânkhamon ;
- 1926 : décès de l'infirmière qui avait soigné Lord Carnarvon ;
- 1926 : le 26 mars décès à Louxor, après une visite du tombeau de Toutânkhamon, de l'égyptologue Georges Aaron Bénédite
- 1928 : le savant Arthur C. Mace, archéologue anglais, qui aida Carter à abattre le mur de la chambre mortuaire, meurt sans aucune cause apparente ;
- 1929 : décès du secrétaire de Carter, Richard Bathell, 35 ans, trouvé mort dans son lit, apparemment d'un accident vasculaire ;
- 2 décembre 1935 : décès à New York de James Henry Breasted, égyptologue américain, à la suite d'une infection par streptocoque ;
- 2 mars 1939 : décès de Howard Carter, à l'âge de 64 ans ;
- 1967 : Mohammed Mehri, directeur du département des antiquités égyptiennes au musée du Caire, décède subitement d'une hémorragie cérébrale après avoir signé l'accord de sortie du trésor de Toutânkhamon pour l'exposition au Petit Palais à Paris ;
- 1969 : décès de lady Almina, veuve de Lord Carnarvon à l'âge de 92 ans.
- février 1972 : Gamal Mehrez, successeur de Mohammed Mehri, meurt à 52 ans, également d'une hémorragie cérébrale juste après la signature pour une exposition à Londres.
- 1980 : décès de lady Evelyn Herbert à l'âge de 78 ans.

## Fiction

### Littérature
- The Mummy! (1829), roman de Jane Wells Webb Loudon ;
- Lost in a pyramid, or the mummy's curse (en) (1869), nouvelle de Louisa May Alcott ;
- L'Aventure du tombeau égyptien (1923), roman d'Agatha Christie ;
- Les Cigares du pharaon (1934), album de la série Les Aventures de Tintin ;
- Les Sept Boules de cristal (1948), album de la série Les Aventures de Tintin ;
- L'Affaire Toutânkhamon, roman de Christian Jacq, Grasset, 2005  (ISBN 2246451523) ;
- La Momie, roman d'Anne Rice, Presses Pocket, 2005  (ISBN 2266048260).
- Les rumeurs du Nil, roman de Sally Beauman

### Cinéma
- La Momie (The Mummy, 1932), film américain de Karl Freund ;
- La Malédiction du pharaon (Manhattan Baby, 1982), film italien de Lucio Fulci ;
- La Malédiction du Pharaon (The Curse of Ptah Hotep), épisode 20 de la saison 4 de la série américaine Code Quantum (1992) ;
- La Momie (The Mummy, 1999), film américain de Stephen Sommers, remake du précédent.

### Jeux
- La Malédiction du pharaon est un jeu pour PC qui combine plateformes et puzzles.
- Dans la collection Le Livre dont vous êtes le héros[10], le tombeau d'un grand pharaon est enfoui sous les sables brûlants du désert.
- Dans League of Legends, la malédiction d'Amumu est le sort ultime de l'un des personnages du jeu, une momie enfantine et mélancolique.
- Dans Uncharted Drake's Fortune, l'antagoniste Gabriel Roman est victime d'une malédiction en ouvrant le sarcophage en or massif supposé être El Dorado (l'homme doré).
- Thorgal : La Malédiction d'Odin (2002), jeu vidéo inspiré de la série de bandes dessinées Thorgal.
- Dans le jeu Assassin's Creed Origins, The Curse of the Pharaohs (signifiant « la malédiction des pharaons ») est un DLC où le protagoniste Bayek cherche à déterminer le déclenchement d’événements surnaturels liés à une malédiction.